# Eva Anttila
Eva Anttila, född 30 mars 1894 i Tammerfors, död 1 augusti 1993 i Esbo, var en finländsk textilkonstnär. Hon var en av pionjärerna inom finländsk textilkonst och arbetade med ryor och bildvävar i gobelängteknik med modernistiskt, stiliserat utförande. Ofta förekommer figurer och växtdekor samt religiösa motiv. Till hennes mest framstående verk hör bildvävnaden Arbetet och livet, utförd 1949–1951, som återfinns i Finlands Bank. Hon var även verksam som textilpedagog i Finland och USA.
Hon erhöll Pro Finlandia-medaljen 1961 och utnämndes till årets textilkonstnär i Finland 1982.

## Utmärkelser
- Förtjänstkorset av Finlands Vita Ros’ orden,  1947[4]
- Pro Finlandia-medaljen av Finlands Lejons orden,  1961[4]

[Redigera Wikidata]